# Alaixys Romao
Jacques Alaixys Romao (* 18. Januar 1984 in L’Haÿ-les-Roses, Frankreich) ist ein togoischer Fußballspieler, der auch die französische Staatsbürgerschaft besitzt.

## Karriere

### Verein
Der in Frankreich geborene Mittelfeldspieler blieb seinem Jugendverein FC Toulouse bis zum Jahr 2004 treu. Bereits zur Saison 2001/02 unterschrieb Romao einen Profivertrag, wurde jedoch kaum eingesetzt. Daraufhin wechselte der Mittelfeldspieler 2004 zum Drittligisten CS Louhans-Cuiseaux, wo er zum Kapitän aufstieg. Im Sommer 2007 unterzeichnete er beim Zweitligisten Grenoble Foot einen Vertrag. Mit dem Klub schaffte er zum Saisonende den Aufstieg in die Ligue 1. Sein Debüt in der höchsten französischen Spielklasse gab der defensive Mittelfeldspieler dann am 9. August 2008 im ersten Saisonspiel gegen den FC Sochaux. Beim 2:1-Auswärtssieg stand Romao in der Anfangself und wurde zur 81. Minute gegen Yoric Ravet ausgewechselt. Nach dem Abstieg mit Grenoble zog es ihn im Sommer 2010 zum FC Lorient. Beim FCL spielte sich Romao sofort in die Stammmannschaft. Sein Debüt für den neuen Klub gab er am ersten Spieltag der Saison 2010/11 beim 2:2 gegen AJ Auxerre. Seine von Beginn an guten Leistungen honorierten die Lorient-Fans bereits im Monat September, als sie Romao zum Spieler des Monats August wählten.
Mitte August 2020 wechselte Romao zum Zweitligisten EA Guingamp. Nach einem Jahr wechselte er zu Ionikos Nikea.

### Nationalmannschaft
Nachdem Romao in der Jugend noch für Frankreich gespielt hatte, entschied er sich im A-Bereich für die Togoische Fußballnationalmannschaft aufzulaufen. Sein erstes Länderspiel für Togo bestritt er am 17. August 2005 gegen die Auswahl Marokkos. Bereits ein halbes Jahr später stand der Defensivspieler im Kader von Nationaltrainer Stephen Keshi bei der Afrikameisterschaft 2006. Dort kam er in drei möglichen Partien für sein Team zu zwei Ein- und einer Auswechselung. Sein Debüt bei der Afrikameisterschaft gab Romao am 21. Januar 2006 im Spiel gegen die DR Kongo, als er bei der 0:2-Niederlage in der Startelf stand. Bereits im Sommer des gleichen Jahres wurde Romao von Neu-Trainer Otto Pfister erneut in das Aufgebot Togos für dessen erste Teilnahme bei der Weltmeisterschaft berufen. Der Mittelfeldspieler absolvierte zwei Spiele während des Turniers. Seine WM-Premiere gab er am 13. Juni 2006 beim 1:2 gegen Südkorea. Im Lauf der Jahre wurde Romao regelmäßig zu Freund- und Qualifikationsspielen seines Landes berufen. 2010 folgte die zweite Nominierung für den Afrika-Cup. Bei der Anreise nach Angola, zwei Tage vor Turnierbeginn, geriet die Mannschaft jedoch in einen Hinterhalt der FLEC, einer Freiheitkämpfergruppierung, die den Bus beschoss. Dabei kam es zu mehreren Verletzten im togoischen Team. Nach diesem Vorfall zog der Verband seine Teilnahme an dem Turnier zurück.

## Erfolge

### Verein
- Aufstieg in die Ligue 1 mit Grenoble Foot: 2008
- Griechischer Meister 2017

### Individuell
- FC Lorient-Spieler des Monats: August 2010

## Trivia
- Er besitzt auch einen französischen Pass.[12]